# Kirbyverse
Kirbyverse è il nome con cui venne lanciata una linea di collane di fumetti pubblicata dalla Topps Comics nel 1993. Le serie presentavano personaggi creati da Jack Kirby e suoi progetti ideati in precedenza ma fino ad allora inediti.
La Topps pubblicò diversi titoli con testi di Roy Thomas e Kurt Busiek, che componevano quella che viene definita Secret City Saga.

## Titoli pubblicati
- Bombast
- Captain Glory
- Jack Kirby's TeenAgents
- Jack Kirby's Silver Star
- NightGlider
- Victory